# Emmanuel Magnien
Emmanuel Magnien, nacido el 7 de mayo de 1971 en Sedan, es un ciclista francés ya retirado. Profesional de 1993 a 2003, ganó el Tour del Porvenir (1995), el Tour del Mediterráneo (1997), el Gran Premio Ciclista la Marsellesa (2000) y la París-Bruselas (2001). Segundo de la Milán-San Remo de 1998, terminó ese mismo año séptimo de la Copa del Mundo.

## Biografía
Durante su última temporada como amateur, Emmanuel Magnien participó en los carrera en línea de los Juegos Olímpicos de Barcelona 1992. Debutó como profesional con el equipo Castorama en 1993. ganó sus primeras victorias en el Tour de l'Ain (1993), el Tour del Porvenir (1995), y etapas en la Dauphiné Libéré y en los Cuatro Días de Dunkerque (1994).
En 1996, fichó por el equipo Festina. Participó en el Tour de Francia 1996, donde conoció su tercer abandono en tres participaciones. En 1997, ganó el Tour del Mediterráneo después de ganar la contrarreloj por equipos con sus compañeros.
Emmanuel Magnien se unió a la La Française des Jeux en 1998. Este año hizo su mejor temporada ganando la Coppa Sabatini, la Polymultipliée de l'Hautil y la primera etapa del Critérium Internacional, fue segundo de la Milán-San Remo, batido al sprint por Erik Zabel, y cuarto del Tour de Flandes. También fue 21º de la París-Roubaix, 17º de la Lieja-Bastogne-Lieja y 20º de la Amstel Gold Race, lo que le permitió clasificarse 7º de la Copa del Mundo. También tuvo otras buenas posiciones como en los Tres Días de La Panne (2º), en la Kuurne-Bruselas-Kuurne (3º), en la Milán-Turín (4º) y en el Critérium Internacional (6º). Estos resultados le permiten ser seleccionado para disputar los campeonatos del mundo en Valkenburg, donde acabó 12º. Terminó la temporada en el puesto 21º del Ranking UCI.
En julio de 1998, es interrogado por la policía en Lille con motivo del Caso Festina. Reconoce la existencia de un sistema de dopaje organizado dentro del equipo Festina del cual fue miembro.
En el Tour de Francia 2000, dio positivo por corticoides. Reconoce haber recibido antes del Tour una inyección intramuscular de Kénacort por el Doctor Gérard Guillaume, médico de su equipo, con el fin de paliar una alergia al polen. En agosto la federación francesa le suspende por seis meses. Esta sanción le impide participar en los Juegos Olímpicos de Sídney, para los que había sido seleccionado.
En 2002, ficha por el equipo Bonjour, que pasaría a llamarse Brioches La Boulangère en 2003. Tiene el rol de capitán del equipo, enseñando a los jóvenes corredores, aunque no tiene resultados personales como había obtenido en años anteriores. Consigue su última victoria en el Tour del Mediterráneo de 2003, ganando al sprint a Filippo Pozzato y a Fabio Sacchi.
Puso fin a su carrera deportiva al fin de la temporada 2003.

## Palmarés

### Ruta
| 1993 - 1 etapa del Tour de Vaucluse - Tour de l'Ain, más 1 etapa - 1 etapa del Tour del Porvenir 1994 - 2 etapas de la Dauphiné Libéré - Route Adélie - 1 etapa de los Cuatro Días de Dunkerque - 2 etapas del Tour de l'Oise - Tour d'Armorique 1995 - Dúo Normando (con Stéphane Pétilleau) - Tour del Porvenir, más 4 etapas - 2 etapas del Tour de Poitou-Charentes 1996 - 1 etapa de la Vuelta a Aragón | 1997 - Tour del Mediterráneo - 1 etapa de la Estrella de Bessèges 1998 - Coppa Sabatini - Polymultipliée de l'Hautil - 1 etapa del Critérium Internacional 2000 - Gran Premio Ciclista la Marsellesa 2001 - París-Bruselas 2003 - 1 etapa del Tour del Mediterráneo |

### Ciclocrós
| 1992 - 3º en el Campeonato de Francia de Ciclocrós 1993 - 2.º en el Campeonato de Francia de Ciclocrós 1995 - 3º en el Campeonato de Francia de Ciclocrós | 1996 - Campeonato de Francia de Ciclocrós 1998 - 3º en el Campeonato de Francia de Ciclocrós 1999 - 2.º en el Campeonato de Francia de Ciclocrós |

## Resultados en las grandes vueltas
| Carrera         | 1993  | 1994 | 1995 | 1996 | 1997 | 1998 | 1999 | 2000 | 2001  | 2002 | 2003 |
| --------------- | ----- | ---- | ---- | ---- | ---- | ---- | ---- | ---- | ----- | ---- | ---- |
| Giro de Italia  | 119.º | -    | Ab.  | -    | -    | -    | -    | -    | -     | -    | -    |
| Tour de Francia | -     | Ab.  | Ab.  | Ab.  | -    | Ab.  | -    | 98.º | 113.º | 96.º | -    |
| Vuelta a España | -     | -    | -    | -    | -    | -    | -    | -    | -     | -    | -    |
| Mundial en Ruta | -     | -    | -    | -    | -    | 12º  | -    | -    | -     | -    | -    |